# آفرودیته ۱۳۸۸

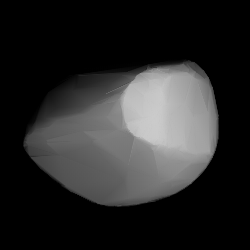
مدل سه‌بُعدی سیارک آفرودیته۱۳۸۸ طبق منحنی نور آن

سیارک ۱۳۸۸ (به انگلیسی: 1388 Aphrodite، نامگذاری:1935SS) هزار و سیصد و هشتاد و هشتمین سیارک کشف شده‌است که در ۲۴ سپتامبر ۱۹۳۵ کشف شد.
قدر مطلق سیارک برابر ۸٫۹۰ است.